# Diego Rolán
Diego Alejandro Rolán Silva (Montevideo, 24 maart 1993) is een Uruguayaans voetballer die doorgaans als aanvaller speelt. Hij verruilde Defensor Sporting in 2013 voor Girondins Bordeaux. Rolán debuteerde in 2014 in het Uruguayaans voetbalelftal.

## Clubcarrière
Rolán sloot zich op zesjarige leeftijd aan bij het Uruguayaanse Defensor Sporting. Op 28 augustus 2011 debuteerde hij in het eerste elftal tegen Club Sportivo Cerrito. Op 13 november 2011 scoorde hij zijn eerste profdoelpunt tegen Cerro Largo. Op 23 september 2012 scoorde hij een hattrick tegen CA Progreso. Drie weken later scoorde hij opnieuw een hattrick tegen Club Atlético Bella Vista. Op 11 februari 2013 tekende hij een contract tot medio 2017 bij Girondins Bordeaux.

## Clubstatistieken
| Seizoen     | Club               | Competitie       | Competitie | Competitie | Beker | Beker | Internationaal | Internationaal | Totaal | Totaal |
| Seizoen     | Club               | Competitie       | Wed.       | Dlp.       | Wed.  | Dlp.  | Wed.           | Dlp.           | Wed.   | Dlp.   |
| ----------- | ------------------ | ---------------- | ---------- | ---------- | ----- | ----- | -------------- | -------------- | ------ | ------ |
| 2011/12     | Defensor Sporting  | Primera División | 23         | 2          | 0     | 0     | 3              | 0              | 26     | 2      |
| 2012/13     | Defensor Sporting  | Primera División | 15         | 8          | 0     | 0     | 0              | 0              | 15     | 8      |
| 2012/13     | Girondins Bordeaux | Ligue 1          | 7          | 0          | 1     | 0     | 2              | 0              | 10     | 0      |
| 2013/14     | Girondins Bordeaux | Ligue 1          | 18         | 2          | 2     | 0     | 6              | 0              | 26     | 2      |
| 2014/15     | Girondins Bordeaux | Ligue 1          | 36         | 15         | 2     | 1     | —              | —              | 38     | 16     |
| 2015/16     | Girondins Bordeaux | Ligue 1          | 31         | 7          | 5     | 2     | 6              | 1              | 42     | 10     |
| 2016/17     | Girondins Bordeaux | Ligue 1          | 29         | 9          | 4     | 1     | —              | —              | 33     | 10     |
| 2017/18     | → Málaga CF        | Primera División | 21         | 5          | 1     | 0     | —              | —              | 22     | 5      |
| Club totaal | Club totaal        | Club totaal      | 180        | 48         | 15    | 4     | 17             | 1              | 212    | 53     |

Bijgewerkt op 17 april 2018

## Interlandcarrière
Rolán viel op op de Copa America onder 20 in januari 2013. Enkele dagen na het toernooi versierde hij een contract bij Girondins Bordeaux. Hij was met Uruguay ook actief op het WK –20 2011 in Colombia. Op het WK –20 in Turkije haalde hij met Uruguay –20 de finale. Uruguay verloor die na strafschoppen van Frankrijk –20.
Rolán maakte op 5 september 2014 zijn debuut in het Uruguayaans voetbalelftal, in een oefeninterland tegen Japan (0-2) in Sapporo, net als Mathías Corujo en Camilo Mayada. Rolán moest in dat duel na 65 minuten plaatsmaken voor Abel Hernández. Hij ontbrak in de Uruguayaanse selectie voor het WK voetbal 2018 in Rusland.
1 Roberto ·
2 Miquel ·
3 González ·
4 Hernández ·
5 Rolón ·
6 Kuzmanović ·
7 Iturra ·
8 Adrián ·
9 Borja ·
10 Juanpi ·
11 Castro ·
12 Ideye ·
13 Prieto ·
14 Recio  ·
15 Ricca ·
16 Peñaranda ·
17 Success ·
18 Rosales ·
19 Bueno ·
20 Keko ·
21 Samu García ·
22 Lestienne ·
23 Torres ·
24 Rolán ·
25 Lacen ·
26 En-Nesyri ·
27 Robles ·
29 Soler ·
Coach: González